# 熊大缜
熊大缜（1913年11月25日—1939年7月27日），生于中華民國江蘇省上海縣，1931年考入国立清华大学 ，1935年從清大畢業。1938年4月，放棄留學德國的機會，轉而參加八路軍抗日，在母校理學院院長葉企孫的支持下，被吸收為中国共产党党员。1939年4月，熊大缜被晋察冀军区政治部主任舒同领导的除奸部以“中國国民党特务”罪名秘密逮捕，同年7月被康生秘密杀害，由于当时子弹奇缺，熊大缜被用石头砸死。1986年，熊大缜被中共河北省委平反。

## 生平

### 家族背景
熊大缜祖籍江西省南昌县冈上乡月池村， 熊氏家族为南昌县當地的地方大族，被称为月池熊氏。清朝中期以後，熊氏家族走向了经商之道，在商业上取得了巨大成功。除在家鄉經營鹽舖外，熊家还在汉口拥一个大规模的盐号，並分別在义宁、汉口等地涉足典当业，也就是当铺。至光绪年间，熊氏家族的经济实力达到一个鼎盛阶段。
光绪十四年（1888年），熊氏家族出现了第一位中举者。十年后，熊氏子弟熊光瓒高中夏同龢榜进士，熊氏家族获得其他各级功名的子弟亦日益增多。这一时期，由于捐纳的盛行，熊氏子弟也纷纷捐纳实缺和虚衔。通过正、异两途，熊氏家族在科举之路上也取得了巨大成功。
熊大缜的父亲熊正琦（1882-1938），是清光绪二十八年的举人，曾任度支部主事，后入震旦学院学习。中华民国建立后曾任吉林省财政厅长、国会议员。民国二年，熊正瑗、熊正琦两兄弟均成为众议院江西省议员。1918年，连任中华民国第二届国会江西省众议院议员。同年，“月池熊氏”家族子弟熊元鍠当选中华民国第二届国会江西省参议员。1920年，第二届国会解散。

### 早年經歷
出生于上海。1931年，18歲考入清华大学。1935年大學毕业后留校，任理学院院长叶企孙先生的助手，参与清华南迁工作。

### 冀中抗战
1938年4月，在叶企孙先生的支持下，熊大缜放弃赴德留学的机会，前往冀中根据地参加八路军，在吕正操部下积极从事抗日活动，改名熊大正。分配在冀中军区大官亭修械所。修械所的工人对氯酸钾的性能不了解，在屋顶翻晒导致爆炸，造成人员伤亡。熊大缜主攻物理不甚了解化学，就通信请叶企孙化学方面人才，找到了汪德熙于1938年4月进入冀中根据地，在任丘县娄堤村一个农家小院里研制氯酸钾混合炸药。后任印刷所所长。
八路军冀中军区1938年5月成立供给部，兼管兵工生产。1938年8月熊大正继任冀中军区供给部部长，并吸收了一批支持抗日的平津保的学生。熊又利用自己的关系及叶企孙的支持购得无线电等军需品，大大缓解了当时共军缺乏弹药支持的困局。
熊大缜接任冀中军区供给部部长，总揽全局，奔走在各地（包括敌占区）为根据地寻找人才，寻找各类物资，不止是军用物资，还包括印钱币、印报纸的纸张油墨机械等等。《吕正操回忆录》评价：“熊任职后通过关系和各种渠道，购买了几十部电台的原材料，装备了部队。为解决部队黑火药威力小的问题，他动员了有专业知识的大学生和爱国知识青年到冀中军区参加各方面的工作，还成立了技术研究社研制烈性炸药，炸毁日寇火车。同时他还为部队购买了不少医药和医疗器械。熊大正为创建抗日根据地做出了重要贡献。”
由于张珍“捡来的”三船阎锡山的军用物资，其中以氯酸钾（造高级炸药的主要原材料）为最多，这是太原兵工厂从天津采购的炸药原料，抗战爆发后日军封锁平汉铁路而被遗弃在运输途中的冀中地区。为解决利用氯酸钾制造高级烈性炸药的问题，熊大缜提出成立技术研究社，集中技术人员研制炸药。报请冀中军区党组织，获批准。1938年8月，冀中军区供给部在河北省任丘县娄堤村成立技术研究社，供给部部长熊大正兼任主任。研究社吸收了一些从北平、保定等地来的知识分子，从事兵工技术研究。成立时仅有六名技术人员的技术研究社，先试制成氯酸钾混合炸药，再把氯酸钾混合炸药与电雷管，制成可控的高级炸药包：
- 李广信（原名李琳），清华大学地学系学生，1938年7月到冀中，任供给部秘书。
- 汪怀常（原名汪德熙），1935年毕业于清华大学化学系，任中国大学化学系讲师并在清华读研。1938年4月到冀中军区。1938年底离开冀中经天津、香港去西南联大当助教。
- 张方（原名李度），燕京大学研究生院物理研究生，1938年8月在刘云（原名刘维桢，女）带领下与郎林（曾任白求恩的翻译，建国后任浙江省军区后勤部副部长）、军陶瑞、刘云、一位姓徐的共五人到冀中根据地。这才认识熊大缜。技术研究社中唯一能阅读英文科技书籍的人。在试制雷汞雷管时右手炸伤致残，动手操作不方便，建国后评为二等甲级革命残废军人。
- 军陶瑞（原名未知），北平协和医院洗器皿的工人。1938年8月与张方、刘云等人一起到冀中根据地参加八路军。1941年底在晋察冀军区卫生室病逝。
- 张奎元：高小毕业考入保定第二师范学校。一年后辍学在家乡河北省安国县军诜进村务农，抗战初参加八路军。8月由冀中军区招待所调到技术研究社。
- 门本中（原名阎裕昌），清华大学物理系实验员。在研究社烧制玻璃实验器皿，组装为“实验室法”制硫酸的装备。1942年冀中五一大扫荡被俘，日军用粗铁丝在其锁骨下穿过牵走了。
- 胡大佛：清华大学技师。1938年8月进入冀中根据地，分配在冀中军区修械所。1939年2月冀中军区修械所也调到了太行山区唐县一带，军区政治部组织部调他到了技术研究社。擅长机械设计与制造。
- 朱心德：有钳工手艺的技工。1939年4月调来研究社。

该社李广信、汪怀常等主持试制成功氯酸钾混合炸药；张方、张奎元、门本中等试制出雷汞和雷管。当时日伪当局尚未管控水印（汞）在民间的贸易流通，冀中根据地的中药店随便都可以买到水银。抗战中后期，日伪当局严控汞的使用，沦陷区的医院药店只能配备一支温度计与血压计，晋察冀军区工业部技术研究室历经危险最终试验成功雷银发货药雷管。“为了推广利用我们新试制的高级炸药——‘氯酸钾混合炸药’，炸毁在平汉铁路线上奔驰的日寇火车头。我们通过供给部，要求（冀中）军区司令部轮流由各分区给我们调来一些工兵，”一是，帮助技术研究社制造氯酸钾混合炸药；二是训练他们如何使用“电发火地雷”。
因1938年底日军扫荡冀中，1939年2月技术研究社由冀中平原转移到平汉铁路路西的太行山区唐县葛公村。张奎元将技术研究社的一部分物资运到了山区，有水银、硫酸、硝酸，还有以脱；除了药品还有温度计、比重计、玻璃杯、玻璃管、烧瓶、蒸发皿以及石蕊试纸之类的试验用品，有一本大学使用的中文版《无机化学通论》两寸厚，马瑟尔氏著的《高级火药学》上册，与原有下册，凑齐一套，各两寸厚。
1939年4月，技术研究社张方、张奎元、门本中三人“用‘实验室法’试制硫酸期间。熊部长走了。他走之前来看过我们，并告诉我们：他奉命回冀中去。没想到，从此再也没有见到过他。”

### 熊大缜“特务”案
1939年4月，冀中军区政治部锄奸部怀疑军区内部有一个庞大的特务组织，军区供给部是它的大本营，供给部技研社则是它的活动中心，熊大缜无疑是首要分子。4月底供给部王政委把技研社全部技术人员诱到张各庄，被军区罗科长抓捕。原任军区供给部秘书长现任冀中行署贸易局局长李猛（原名朱南华，1936年春任燕京大学学生会主席），军区卫生部长张珍，接着又把供给部、炸药厂、印刷所、卫生部、医院、电台、银行、学校、报社、商店、教会等机关中平津来的所有知识分子也被抓了起来，其中还包括女大学生，总共一百多人，搞成了一起轰动天下的大特务汉奸案。熊大缜的主要罪名是国民党CC特务，主要“罪证”是：
- 1938年8月平津保交通站通过子牙河航运从天津给冀中军区供给部送来的一批“肥皂”（TNT）里夹带的一封密信，内容是：你派来的人我们已经见了，你们需要的东西，已送了几批。急需的物资，最好在秋收之前，由河运较方便。信尾署名是：天津党政军联合办事处。冀中军区政治部锄奸部坚持认为这个署名是国民党在天津的特务机关。白纸黑字，铁字如山。而后来的调查证明，事实上它却是一个国共合作的统战组织。当时的天津地下党负责人姚客广（即姚依林，清华大学化学系学生，解放后曾任国务院副总理等职）、朱其文（解放后曾任中国驻越大使）等都为此作过专门证明。
- 把假地雷发给战士，假地雷发生了爆炸，有100多个八路军战士伤亡。
- 散布鹿钟麟，朱怀冰，张荫梧是国民政府任命的合法长官，冀中八路军没有国民政府的任命，是非法武装，八路军就应该服从国民政府命令，冀中八路军打鹿钟麟合法军队是错误的。
- 他个人私自到天津活动。

冀中抓捕关押了这么多知识分子，严重影响了冀中的抗日斗争，引起了党中央的高度重视。1939年4月底，冀中区党委、冀中军区党委就熊大正案上报延安：《关于熊大正等人特务案的请示》。毛泽东非常重视冀中特务案，立即派晋察冀边区政治部副主任舒同，除奸部长余光文到冀中调查此案，他们的报告毛泽东没有认可，毛泽东不相信一个部门的人员全是特务。毛泽东派遣王耀南（1937年任八路军一一五师工兵主任、1939年任一二九师工兵主任，了解兵工与化学）到冀中调查熊大缜案。王耀南给毛泽东的调查报告结论是：“熊大正是特务的证据不足。熊大正案关押的几十个人都不应该是特务。他们没有任何特务行动，他们没有和外界联系过，只有熊大正一人指认，孤证不立。”根据是：冀中军区周围日伪军兵力雄厚，多次对冀中根据地进行扫荡，始终没有发现冀中司令部；如果被关押的人中，只要有一个是特务，冀中军区司令部早就被日军消灭了。冀中区党委和冀中军区不同意王耀南对熊大正特务案的结论，要求中央重新派人复查熊大正特务案。毛泽东又派遣北方分局书记彭真、北方分局社会部部长许建国前去复审。复审结论是：逼供不足为凭，锄奸扩大化应予纠正。结果是除熊大缜作为首犯尚需进一步审查之外，其余人员全部无罪释放。包括把这批平津高级知识分子引入冀中根据地的始作俑者，熊案的头号嫌疑人——冀中二分区参谋长张珍（原名张学渊，辅仁大学化学系助教，建国后任中央重工业部化工局局长，化学工业部副部长，石油化学工业部副部长，燃料化学工业部副部长，第五机械工业部部长，国防科工委顾问，第六届全国人大常委会委员）。“经晋察冀军区锄奸部审讯，北方分局社会部同意，定熊大正为国特。”
熊大正的结局有三种说法：
1. 1939年7月22日，日军对八路军冀中根据地扫荡。冀中区党委书记黄敬，冀中区党委副书记鲁贲，组织部长刘亚球，宣传部长周小舟，冀中军区吕正操司令员，程子华政委，孟庆山副司令员，孙毅参谋长，孙志远政治部主任，冀中军区保卫部部长翟骏，冀中军区锄奸部部长罗文坊和警卫连连长蔡如臣，看守所长田世昌和100多个机关干部在警卫连掩护下向白洋淀转移。7月27日转移途中，警卫连班长史建勋借口枪走火，把熊大正打死了。史建勋的哥哥就是被熊大正作的新雷管的地雷炸死的。史建勋不可能在这么多领导干部的眼皮底下，用石头砸死熊大正。[5]
2. 1939年7月日军对冀中根据地发起大扫荡。7月27日军区政治部机关行军转移途中，锄奸部一名叫史建勋的战士负责押解犯人，半路上与熊大缜发生口角，一怒之下，擅自决定要将熊大缜处死。熊大缜诚恳地建议省下一粒子弹去打日本鬼子，自己则宁愿被石头砸死。于是，史建勋放下步枪，真的找到了一块大石头砸死了熊大缜。[7]
3. 台湾观点：在国共两党的冲突中，熊大缜被晋察冀军区政治部主任舒同领导的除奸部以“国民党特务”罪名秘密逮捕。同年，被康生秘密杀害，由于当时子弹奇缺，熊大缜被用石头砸死[1] 。

2015年迁葬于上海福寿园海港陵园并建有纪念碑。

## 身后
- 1966年，文化大革命开始后，吕正操受到政治迫害。打击者提出当年的熊大缜案，而作为熊大缜导师的叶企孙，在连国民党党员都不是的情况下，被诬蔑为国民党CC系（中统）在清华的核心人物。1967年6月，叶企孙作为“反革命分子”被北大红卫兵揪斗、关押、停发工资，并送往“黑帮劳改队”。叶曾一度精神失常，产生幻听。1968年4月，中央军委办公厅正式对叶发出逮捕令，连续八次对其进行审讯，迫其多次书写“笔供”，他只是回答“据吾推测……是因为吾对于各门科学略知门径，且对于学者间的纠纷尚能公平处理，使能各展所长。”。1969年11月，因为缺乏实质证据，叶被释放回到北大居住，但仍以“中统特务嫌疑”受隔离审查。[8]1977年1月13日21时30分，叶企孙去世。[8]
- 吕正操将军在晚年四处呼吁，终于1986年8月20日，中共河北省委发出《关于熊大缜问题的平反决定》，认定熊大缜案为冤案，并称“叶企孙是无党派人士，爱国的进步学者……”。清华校友写信给吕正操将军，要求为叶企孙平反。1987年，叶企孙的平反文件正式公布。1987年2月26日，《人民日报》发表文章《深切怀念叶企孙教授》。

## 延伸阅读
- 虞昊、黄延复 著：《中国科技的基石——叶企孙和科学大师们》，复旦大学出版社，2000年10月 ISBN 7309026489
- 邢军纪 著：《最后的大师：叶企孙和他的时代》，北京十月文艺出版社，2010年7月 ISBN 978-7-5302-0981-3